# たいこフーズ

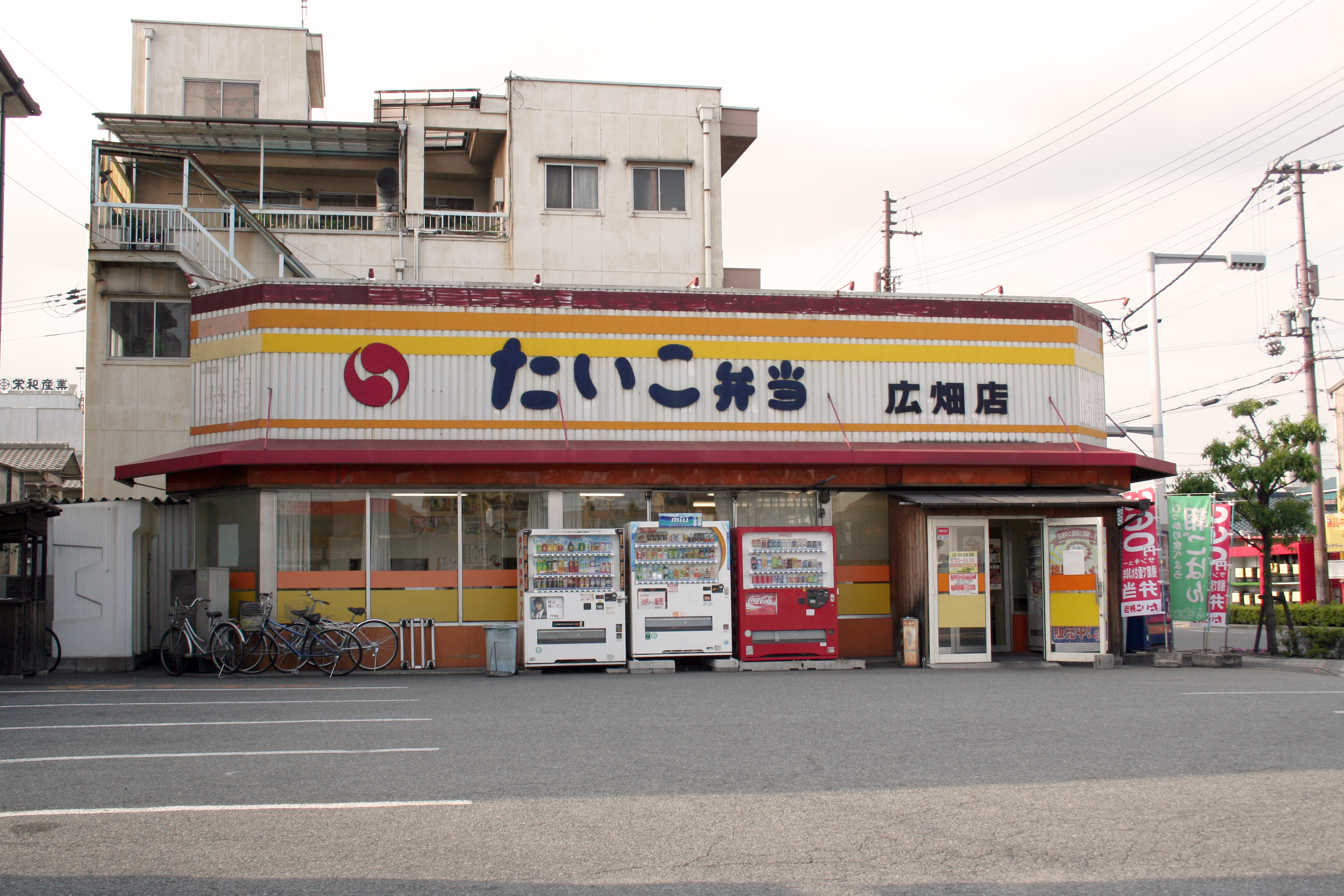
たいこ弁当広畑店

株式会社たいこフーズは、兵庫県で持ち帰り弁当チェーン店を運営していた会社。一般には「たいこ弁当」のチェーン店名で知られる。
1978年（昭和53年）7月に設立。本社は兵庫県加西市。その後、2008年に元々の親会社である株式会社本陣（本社は同じく兵庫県加西市）に吸収された。
株式会社本陣は競争激化や生活様式の変化で業績が低迷で2015年に企業向け給食や仕出し弁当などの製造・販売から撤退して主力の直営弁当店「たいこ弁当」の運営に絞り、事業の立て直しを発表したが、業績は回復せず2017年に自己破産した。

## 概要
1972年（昭和47年）、寿司、仕出し弁当、おせち料理の製造販売業者として本陣が設立された。翌1973年には食堂「たいこ弁当」が設立され、1978年に株式会社たいこフーズ設立。弁当・惣菜製造の本陣と販売・食堂経営のたいこフーズの2社体制となる。播磨地域を中心に但馬・丹波にも店舗網を広げ、特に播磨においては知らぬ者はいないと称されるほどになった。うどんやラーメン、カレーライス、おでんなどに多角化、大衆食堂として近隣住民の好評を博し、人気店ではレジャー客の利用も多く、最盛期の1995年には40店舗にまで拡大した。
しかし、バブル景気に乗じて、有価証券や不動産への投資、ゴルフ会員権の購入、本格的な日本料亭出店のためのケヤキ・ヒノキ等の材木や美術品の購入、海外現地法人の設立、資金繰りの不透明なベンチャー企業への出資等に次々と手を出し、本陣の有利子負債は約62億円に急増。横山大観作の日本画『霊峰富士』を2005年9月に売却した際には、約9億7,000万円の損失を出した。
本業の売上高も1995年の約61億6,900万円をピークに下降の一途をたどり、2002年には最終赤字に転落。2006年から金融機関への返済猶予や仕入先への仕入れ条件緩和を求める等の本格的な経営再建に乗り出すも、コンビニエンスストア等大手チェーン店との競合や、法事での仕出し需要減少などに直面し、2015年7月には、企業向け給食や仕出し弁当などの製造・販売からの撤退を余儀なくされ、「たいこ弁当」のみの運営となった。
結局、2008年に本陣とたいこフーズが合併するまで、たいこフーズが黒字化することはなかった。放漫経営で会社倒産の契機を作った本陣の代表は2000年に退陣したが、その後破綻するまでの間、社長は創業家の水田一族間で4度交代。2011年に同氏が会長に返り咲くなど混乱を極め、高収益のおせち料理の責任者が経営陣と対立し2011年に退社するなど人材流出が続いた。
「たいこ弁当」は破綻間際には、姫路市を中心とする19店舗に縮小。その間、2009年3月にはセルフ式うどんに参入しわずか3ヶ月で撤退するなど経営戦略は迷走。本社工場売却等場当たり的な資産の売却による資金捻出を続けたが、2016年期には4期連続で最終赤字を計上し、事業継続は困難となり2017年1月31日に事業を停止し自己破産に至った。

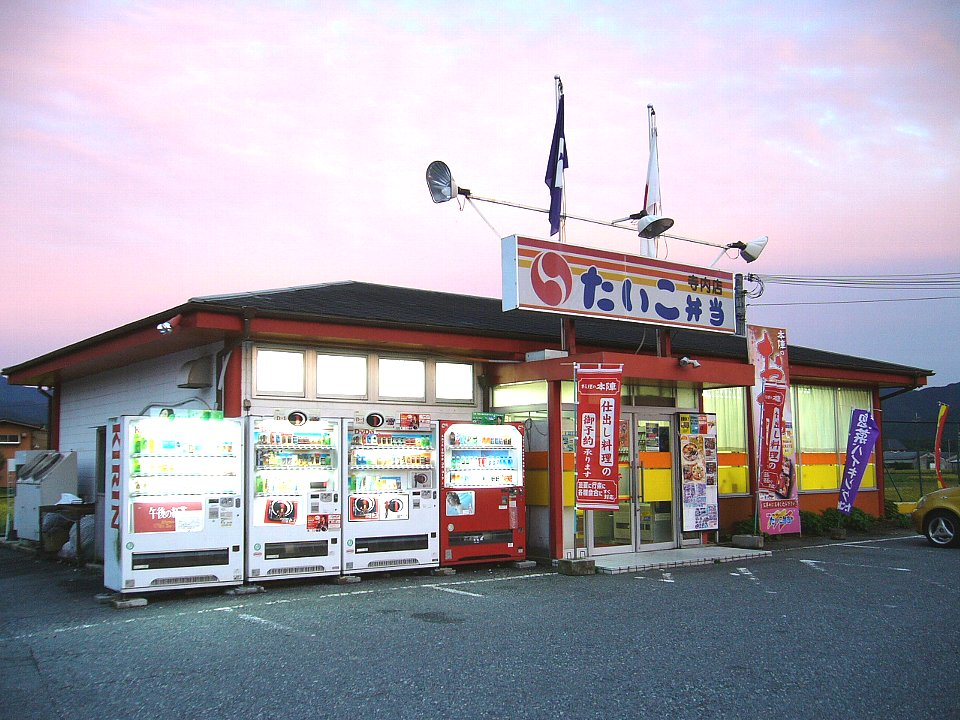
たいこ弁当寺内店（多可郡多可町）

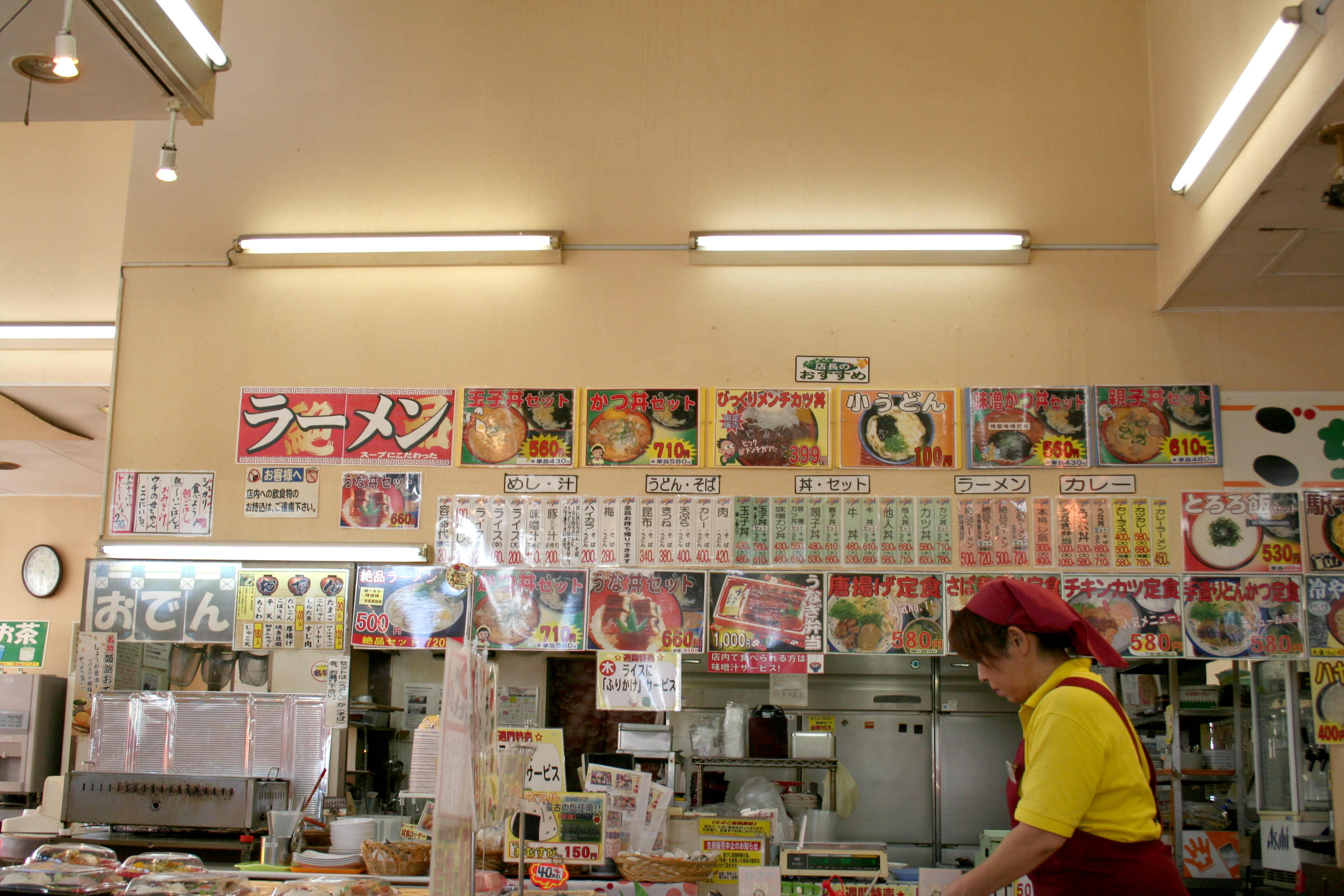
店内の様子。

## 本社
- 兵庫県加西市北条町東南235
  - たいこ弁当を運営している株式会社本陣の本社

## 事業内容
- 弁当・寿司・惣菜の販売
- うどん・店内加工製造販売
- 一般製製品の販売
- 仕出し商品の受注